# Ядерна зброя США
Ядерна зброя США — ядерна зброя, один з видів зброї масового ураження, що перебуває на озброєнні Збройних сил США. Сполучені Штати були першою країною, що виготовила ядерну зброю, і є єдиною країною, яка використала її у війні, бомбардувавши Хіросіму та Нагасакі в ході Другої світової війни. До і під час Холодної війни США провели 1054 ядерних випробування та випробували багато систем доставки ядерної зброї великої дальності. Ядерна стратегія США передбачає, що ядерна тріада, яка складається із сухопутного, морського та повітряного компонентів, забезпечує найкращий рівень стримування ймовірного противника від нападу. Стратегічна ядерна тріада є основою наступальних збройних сил і містить три компоненти: стратегічна авіація, міжконтинентальні балістичні ракети та атомні підводні ракетоносці.
У період з 1940 по 1996 рік федеральний уряд США витратив щонайменше 10,1 трильйонів доларів у сучасному обчисленні на ядерну зброю та засоби її доставки, зокрема розробку платформ (літаки, ракети та споруди), командування та управління, технічне обслуговування, управління відходами та адміністративні витрати. Підраховано, що з 1945 року США виготовили понад 70 000 ядерних боєголовок, що більше, ніж усі інші держави з ядерною зброєю разом узяті. До листопада 1962 року переважна більшість ядерних випробувань США проходила на суходолі. Після підписання Договору про часткову заборону ядерних випробувань усі випробування здійснювалися тільки під землею, щоб запобігти радіоактивному забрудненню.
Станом на 2019 рік США та Російська Федерація мали порівнянну кількість ядерних боєголовок; разом ці дві країни володіли понад 90 % світових запасів ядерної зброї. У березні 2019 року США заявили у своїй декларації до «Договору про заходи щодо подальшого скорочення та обмеження стратегічних наступальних озброєнь» (СНО-III), що 1 365 боєголовок було розгорнуто на 656 МБР, БРПЧ і стратегічних бомбардувальниках.  
У 2024 році, за оцінками, Сполучені Штати мали 1 770 розгорнутих боєголовок, 1 938 у резерві та 1 336 виведених з експлуатації та призначених для демонтажу, всього 5 044 ядерних боєголовок. Прогнозовані витрати на підтримку ядерних сил США становлять 60 мільярдів доларів на рік у період з 2021 по 2030 рік.

## Історія

### Мангеттенський проєкт
У жовтні 1939 року за наказом президента Франкліна Рузвельта Сполучені Штати вперше започаткували програму з розроблення ядерної зброї. Головним фактором, що мотивував розробку новітньої зброї, стало побоювання американського керівництва й науковців, що нацистська Німеччина вже веде роботи зі створення такої зброї. Після повільного початку під керівництвом Національного бюро стандартів, за наполяганням британських вчених та американських адміністраторів, програма була передана під керівництво Управління з наукових досліджень і розробок, а в 1942 році її офіційно передали під контроль армії США. Незабаром ця програма стала відомою як «Мангеттенський проєкт», в якому брали участь вчені зі США, Великої Британії, Німеччини та Канади. Під керівництвом генерал-лейтенанта Леслі Гровза було побудовано понад тридцять різних майданчиків для дослідження, виробництва та випробувань компонентів, пов'язаних із виготовленням бомб. Серед них: Лос-Аламоська національна лабораторія в Лос-Аламосі (штат Нью-Мексико), під керівництвом фізика Роберта Оппенгеймера, завод із виробництва плутонію у Генфорді (штат Вашингтон) та комплекс національної безпеки Y-12 у Теннессі.

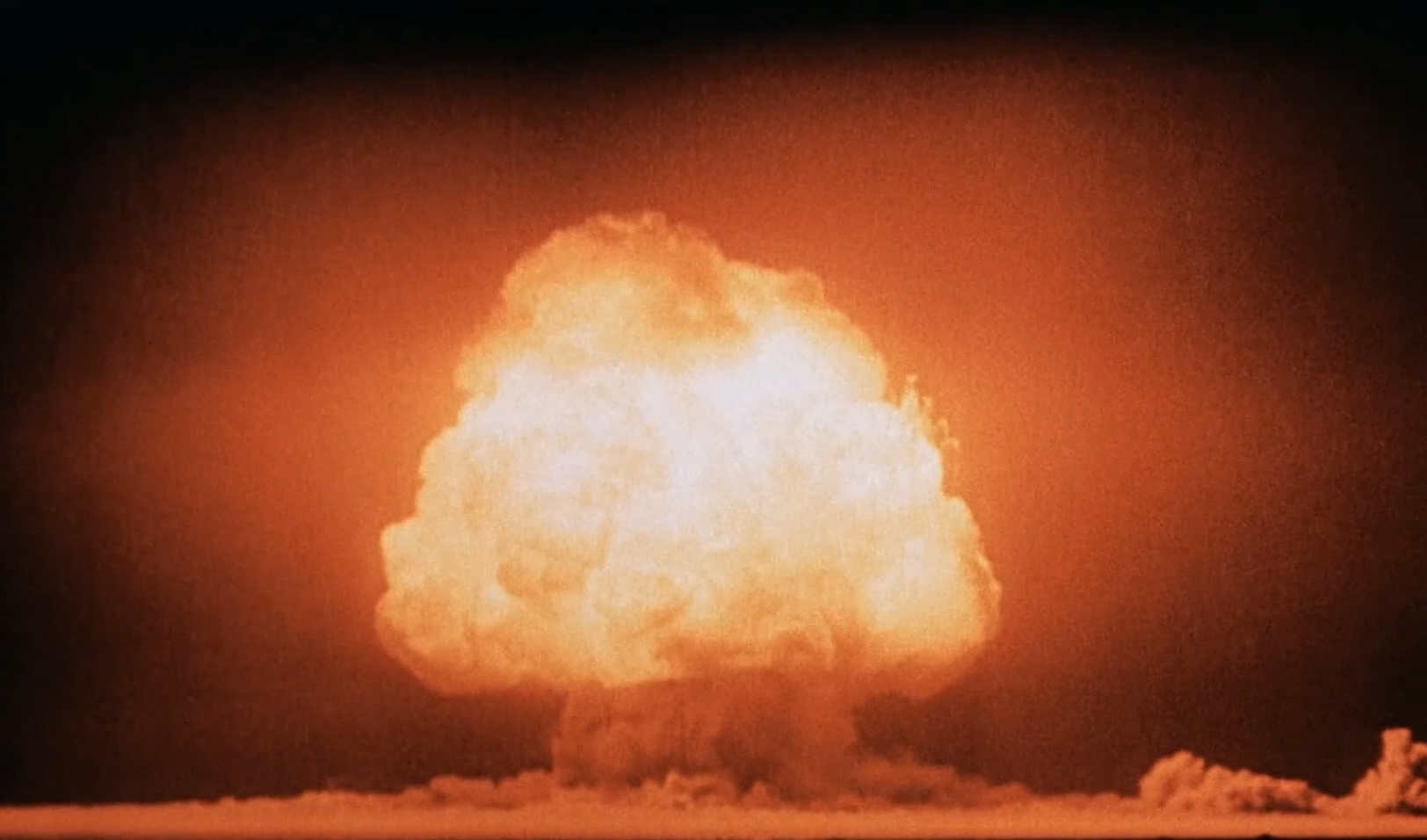
Випробовування «Триніті» поблизу Аламоґордо в рамках Мангеттенського проєкту — перше у світі випробування атомної зброї. 16 липня 1945

Вклавши значні кошти в розведення плутонію в ранніх ядерних реакторах і в процеси електромагнітного та газодифузійного збагачення для виробництва урану-235, до середини 1945 року колектив вчених зміг виготовити три екземпляри ядерної зброї. 16 липня 1945 року відбулося випробування плутонієвої бомби «Триніті» поблизу Аламоґордо потужністю близько 20 кілотон, перше у світі випробовування атомної зброї.
Готуючись до запланованого вторгнення на Японські острови, яке планувалося розпочати 1 листопада 1945 року, а Японія не демонструвала ознак готовності до капітуляції, президент Гаррі С. Трумен наказав провести атомні нальоти на Японію. 6 серпня 1945 року США підірвали уранову бомбу «Малюк» над японським містом Хіросіма, еквівалентом близько 15 кілотонн тротилу, вбивши приблизно 70 000 людей, серед них 20 000 японських комбатантів і 20 000 корейських рабів і знищивши майже 50 000 будівель (включаючи штаб 2-ї загальної армії та 5-ї дивізії). Через три дні, 9 серпня, США атакували Нагасакі з використанням плутонієвої бомби «Товстун» із вибухом, еквівалентним приблизно 20 кілотонн тротилу, знищивши 60 % міста та вбивши приблизно 35 000 людей, з них 23 200–28 200 японських працівників на виробництві боєприпасів, 2 000 корейських рабів і 150 японських комбатантів.
1 січня 1947 року набув чинності Закон про атомну енергію 1946 року (відомий як «Закон Макмахона»), і Манхеттенський проєкт був офіційно переданий Комісії з атомної енергії США. 15 серпня 1947 року Манхеттенський округ було скасовано.

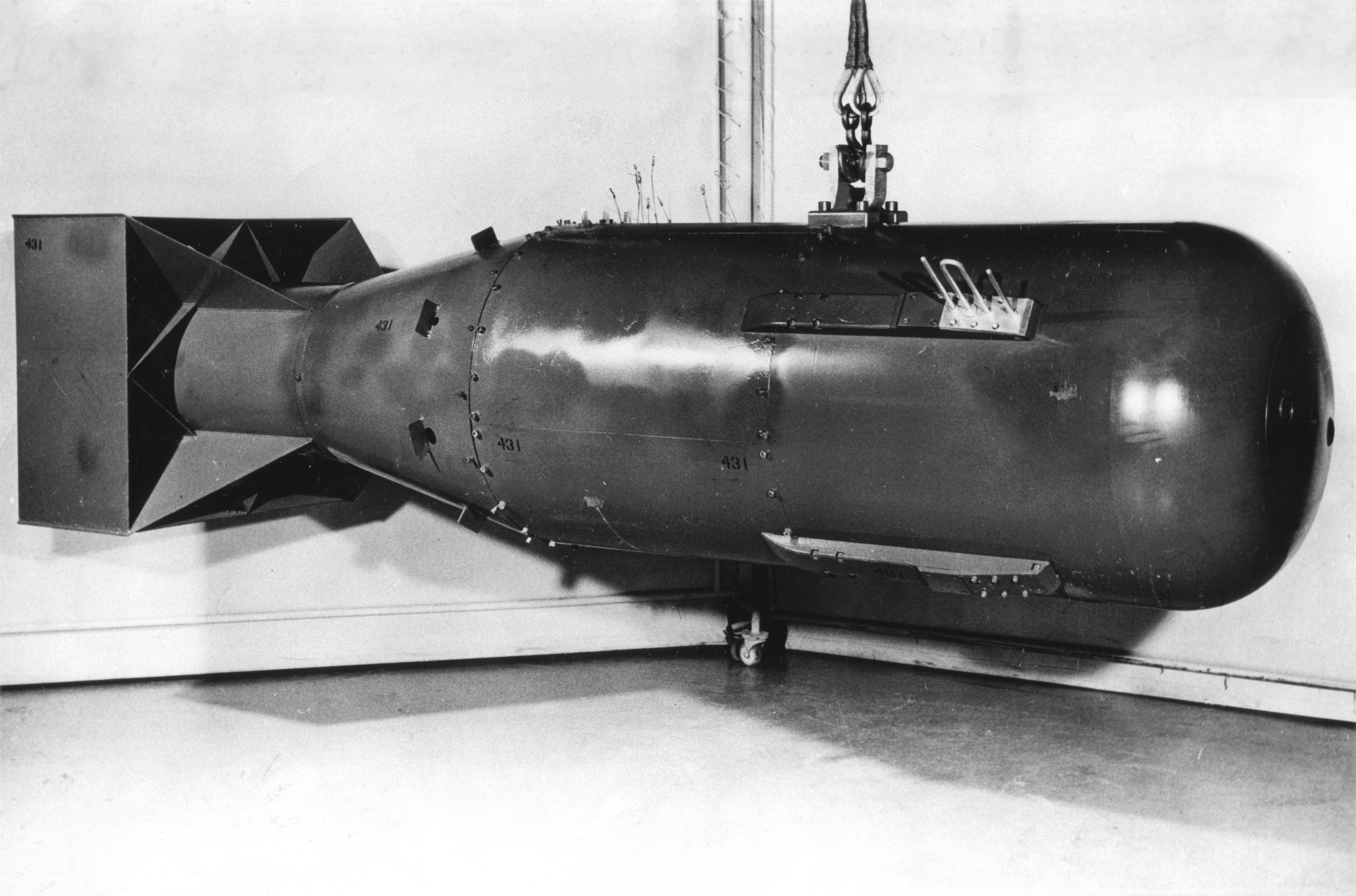
Бомба «Малюк», що була скинута на Хіросіму

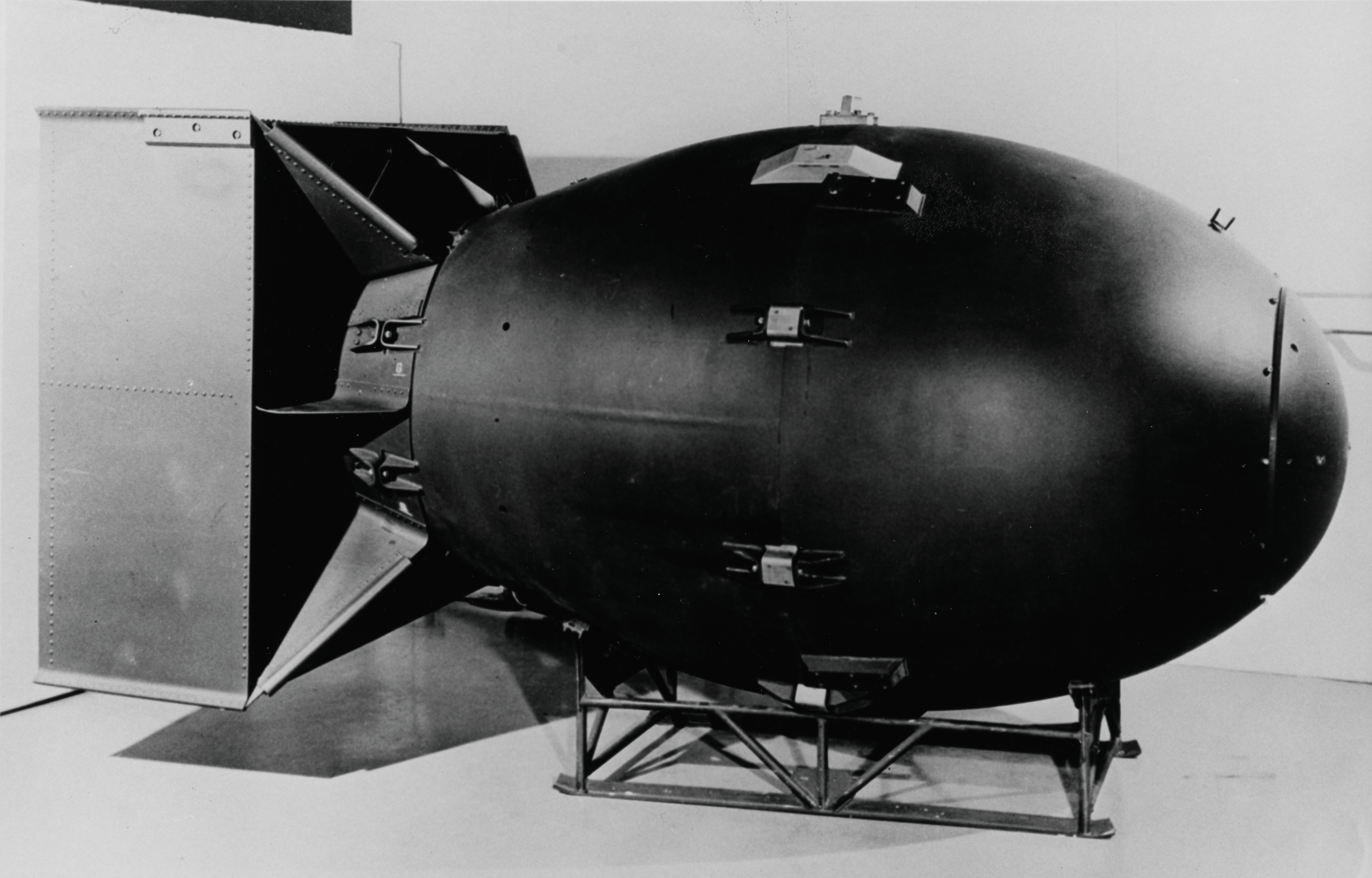
Бомба «Товстун», що була скинута на Нагасакі

### Холодна війна
З появою та одразу після Другої світової війни американський ядерний арсенал був невеликим і зростав повільно, й інформація про справжні розміри цього запасу була суворо охоронюваним секретом. Проте, незабаром певні фактори підштовхнули США до значного збільшення розмірів свого арсеналу. Деякі з них були міжнародними за походженням і зосереджені на зростанні напруженості Холодної війни, включаючи втрату Китаю, перетворення Радянського Союзу на атомну державу та початок Корейської війни. І деякі сили були внутрішніми — й адміністрація Трумена, і адміністрація Ейзенхауера хотіли керувати військовими витратами та уникнути дефіциту бюджету та інфляції. Вважалося, що ядерна зброя дає більший ефект і, отже, є найбільш економічно ефективним способом реагування на загрозу безпеці, яку становив СРСР.
У результаті, починаючи з 1950 року Комісія з атомної енергії розпочала масштабне нарощування своїх виробничих потужностей, що врешті-решт стало одним з найбільших державних будівельних проєктів в історії США, які коли-небудь відбувалися поза воєнним часом. І це виробництво незабаром включатиме створення набагато потужнішої водневої бомби, яку США вирішили розробити після інтенсивних дебатів у 1949—1950 роках, а також набагато меншу тактичну атомну зброю для використання на полі бою в інтересах проведення військових операцій.
Сумарно до 1990 року США виготовили понад 70 000 ядерних боєголовок більш ніж 65 різних видів, потужністю від приблизно 0,01 кілотонн (наприклад, переносний снаряд «Дейві Крокетта») до 25-мегатонної бомби B41. У період з 1940 по 1996 рік США витратили на розробку ядерної зброї щонайменше 10,1 трильйона доларів у грошах на 2020 рік. Більше половини з них було витрачено на створення платформ доставки зброї. 631 мільярд доларів у сучасному вираженні було витрачено на поводження з ядерними відходами та відновлення навколишнього середовища.
Ричланд, штат Вашингтон, був першим містом, створеним для забезпечення виробництва плутонію на сусідньому ядерному полігоні в Генфорді, для живлення американських арсеналів ядерної зброї. Він виробляв плутоній для використання в атомних бомбах Холодної війни.
Протягом Холодної війни США та СРСР у разі розв'язання збройного конфлікту погрожували один одному тотальним ядерним ударом, незалежно від того, чи була це конвенційна або ядерна війна. Ядерна доктрина США базувалася на принципі «взаємного гарантованого знищення», що означало масовану ядерну атаку проти стратегічних цілей і основних населених пунктів на території СРСР та його союзників. Термін «взаємне гарантоване знищення» ввів у 1962 році американський стратег Дональд Бреннан. Реалізація його планувалася шляхом розгортання ядерної зброї одночасно на трьох різних типах платформ озброєння.

### Після Холодної війни
Після закінчення Холодної війни у 1989 році та розпаду Радянського Союзу в 1991 році ядерна програма США була значною мірою скорочена, зупинена програма ядерних випробувань, виробництво нової ядерної зброї припинено та її запаси скорочені вдвічі до середини 1990-ті роки за адміністрацію президента Білла Клінтона. Багато колишніх ядерних об'єктів були закриті, а їхні інфраструктурні локації стали об'єктами масштабної екологічної рекультивації. Зусилля були перенаправлені з виробництва зброї на управління існуючими запасами, що мали за мету спрогнозувати поведінку старіючої зброї без використання повномасштабних ядерних випробувань. Було збільшено фінансування спрямоване на програми боротьби з розповсюдженням ядерної зброї, такі як допомога державам колишнього Радянського Союзу знищити свої колишні ядерні об'єкти та допомога Росії в її зусиллях щодо інвентаризації та збереження її успадкованих ядерних запасів. До лютого 2006 року відповідно до Закону про компенсацію радіаційного опромінення 1990 року громадянам США, які зазнали ядерної небезпеки в результаті програми ядерної зброї США було виплачено понад 1,2 мільярда доларів, а до 1998 року жителям Маршаллових островів було виплачено щонайменше 759 мільйонів доларів компенсації за спричинений у результаті американських ядерних випробувань вплив. Понад 15 мільйонів доларів виплатили уряду Японії після того, як його громадяни та продовольство зазнали впливу ядерних опадів під час випробування «Браво» 1954 року. У 1998 році країна витратила загалом 35,1 мільярда доларів на свою ядерну зброю та пов'язані зі зброєю програми.
Під час президентства Джорджа Буша-молодшого, а особливо після терористичних атак 11 вересня 2001 року, у основних джерелах засобів масової інформації почали поширюватися чутки про те, що США розглядають варіанти розробки нової ядерної зброї (так звані «ядерні протибункерні боєприпаси») і відновлення ядерних випробувань. У 2003 році Комітет Сенату США зі збройних сил проголосував за скасування заборони Спратта-Фурса 1993 року щодо розробки малої ядерної зброї. Адміністрація Буша дозволила розробку «зброї малої потужності» (зброї, що становила одну третину від потужності бомби, яка була скинута на Хіросіму в 1945 році).
У 2004 році уряд США оприлюднив плани щодо скорочення ядерного арсеналу до приблизно 5500 боєголовок до 2012 року. Більша частина цього скорочення була виконана ще до січня 2008 року.
Відповідно до Доктрини Пентагону про спільні ядерні операції від червня 2019 року, «Інтеграція використання ядерної зброї із застосуванням конвенційних сил та сил спеціальних операцій є важливою запорукою для успіху будь-якої місії чи операції».

## Ядерні випробування
У період з 16 липня 1945 року до 23 вересня 1992 року США на регулярній основі, за винятком мораторію з листопада 1958 року по вересень 1961 року, активно виконували програму ядерних випробувань. За офіційними підрахунками, загалом було проведено 1054 ядерні випробування та дві ядерні атаки, причому понад 100 з них відбулися на острівних майданчиках у Тихому океані, понад 900 з них на полігоні в Неваді та десять у різних інших місцях на території США (Аляска, Колорадо, Міссісіпі та Нью-Мексико). До листопада 1962 року переважна більшість випробувань у США була атмосферною (тобто надземною). Після прийняття Договору про часткову заборону ядерних випробувань усі випробування здійснювалися тільки під землею, щоб запобігти радіоактивному забрудненню.
Американська програма ядерних випробувань в атмосфері піддала певну частину населення небезпеці радіоактивних опадів. Оцінити кількість і точні наслідки опромінення людей було дуже важко з медичної точки зору, за винятком оцінки високого опромінення жителів Маршаллових островів, де переважно проводилися випробування, і японських рибалок у випадку інциденту з Касл Браво в 1954 році. Низка американських громадян — особливо фермери та жителі міст, розташованих по вітру від Невадського ядерного випробувального полігону, а також американські військові працівники, що брали участь у різних випробувань ядерної зброї — подали позови до суду на визнання фактів їхнього опромінення та виплату їм компенсації; багато хто успішно виграв ці судові справи. Прийняття Закону про компенсацію радіаційного опромінення 1990 року дозволило систематично подавати вимоги про компенсацію у зв'язку за фактами наслідків таких випробувань, а також тими, хто працював на об'єктах ядерної зброї. До червня 2009 року понад 1,4 мільярда доларів США було виплачено в якості компенсації, при цьому понад 660 мільйонів доларів передано так званим «даунвіндерам», тобто мешканцям штатів Аризона, Невада, Нью-Мексико, Юта, а також Орегон, Вашингтон і Айдахо, що зазнали вплив наслідків ядерних випробувань.
Серед найбільш відомих ядерних випробувань були:

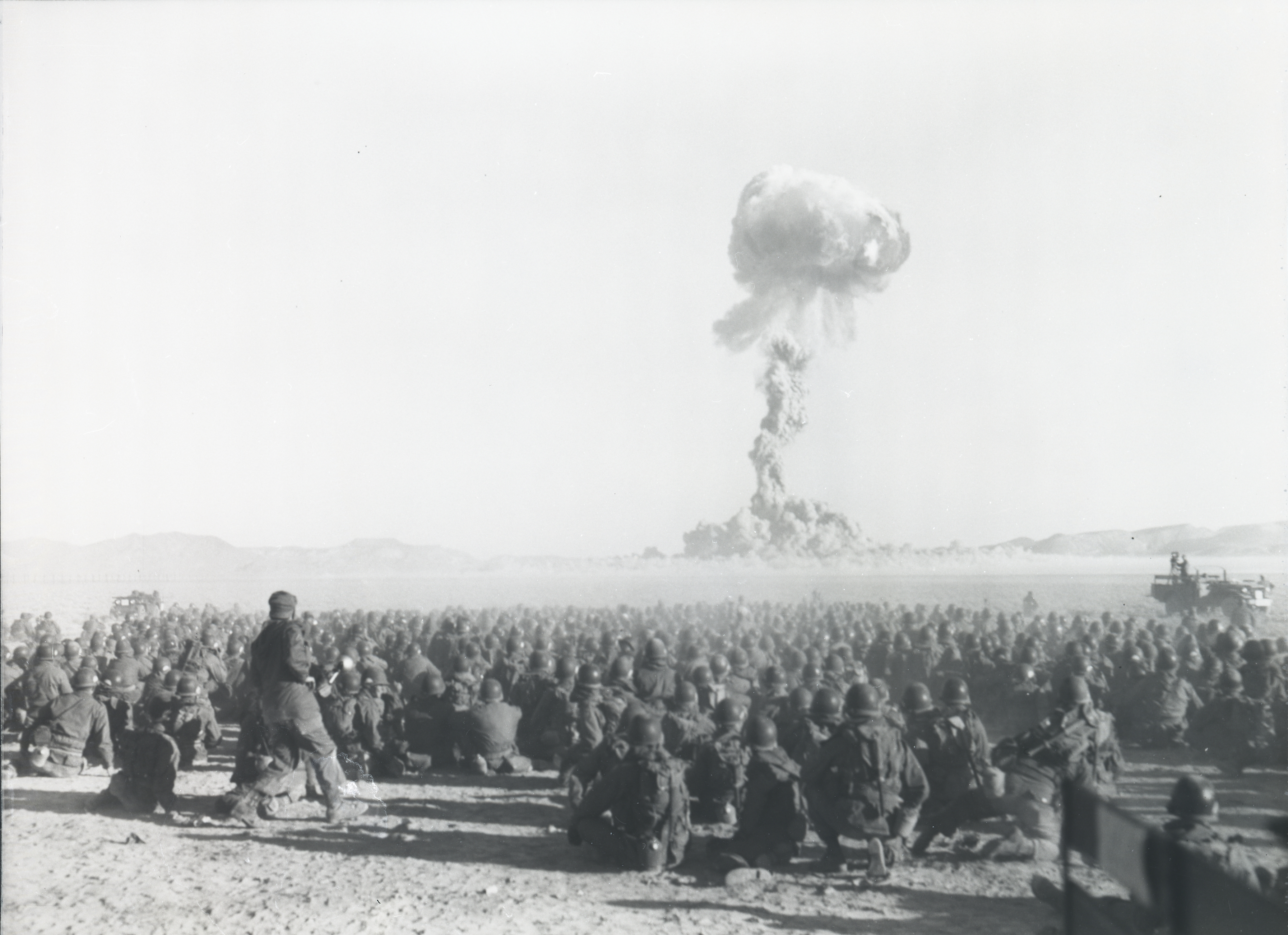
Американські військові на Невадському випробувальному полігоні під час проведення ядерних випробувань «Бастер-Джангл». 1951

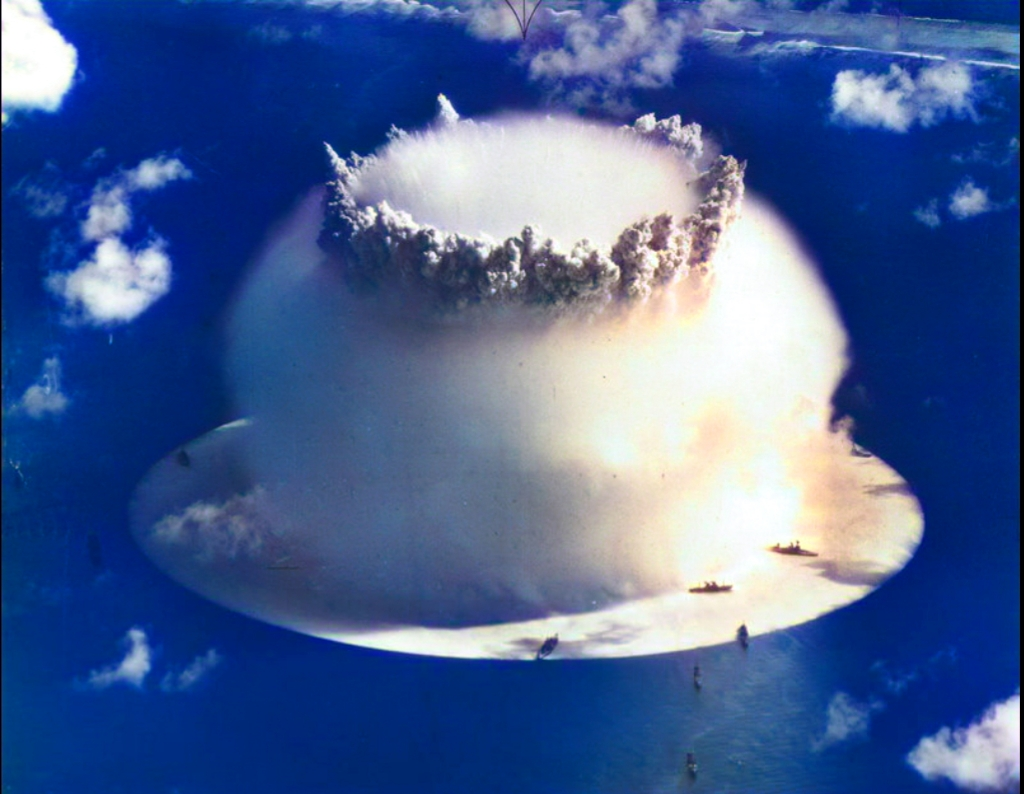
Операція «Кросроудс» — перший в історію світу підводний ядерний вибух. 25 липня 1946

- 16 липня 1945 року — випробування «Трініті» — перше в історію світу випробування ядерної зброї (потужність близько 20 кт);
- липень 1946 року — операція «Кросроудс» — перша післявоєнна серія випробувань і одна з найбільших військових операцій в історії США;
- травень 1951 року — операція «Грінхауз» — перше випробування зброї з прискореним поділом («Айтем») і наукове випробування, яке довело доцільність термоядерної зброї («Джордж»);
- 1 листопада 1952 року — «Айві Майк» — перше випробування водневої бомби за проектом Теллера-Улама потужністю 10 мегатонн[Прим. 2];
- 1 березня 1954 року — Касл Браво — перше випробування транспортабельної термоядерної зброї (на твердому паливі), а також (за збігом обставин) найбільшою зброєю, коли-небудь випробуваною США у своєї історій (15 мегатонн)[Прим. 3]
- 27 серпня 1958 року — операція «Аргус I» з комплексної операції «Аргус» — перший підрив ядерної зброї в космічному просторі, коли боєголовка потужністю 1,7 кілотонн була підірвана на висоті 200 кілометрів під час серії висотних ядерних вибухів;
- 6 травня 1962 року — випробування «Фрегат» у комплексній операції «Домінік I» — єдине випробування оперативної балістичної ракети підводного човна (БРПЧ) з бойовою ядерною боєголовкою (600 кілотонн) на острові Різдва[Прим. 4][27]
- 6 липня 1962 року — випробування «Седан» у комплексній операції «Сторакс» — був спробою продемонструвати доцільність використання ядерної зброї в інтересах «цивільних» і «мирних» завдань у рамках операції «Плаушер» (сумарний вихід 104 кілотонни)[Прим. 5]

## Носії ядерної зброї
Перші зразки ядерної зброї, розроблені США під час Манхеттенського проєкту, атомні бомби «Малюк» та «Товстун», були відносно великими («Товстун» мав діаметр 1,5 м) і важкими (близько 5 тонн кожна) і вимагали спеціально модифікованих літаків-бомбардувальників, адаптованих для бомбардування Японії. Кожен спеціально модифікований бомбардувальник міг нести лише одну таку бомбу і лише в межах обмеженої дальності. Після завершення розробки перших бойових зразків ядерних бомб, було витрачено значні фінанси та ресурси для стандартизації ядерних боєголовок, щоб вони не вимагали високоспеціалізованих експертів для їх підготовки до застосування, як це було перед Хіросімою та Нагасакі й зменшення розмірів боєголовок для використання в різноманітних платформах доставки.
Завдяки успіху операції «Скріпка», програми Управління стратегічних служб з вербування вчених із Третього Рейху наприкінці Другої світової війни, американці змогли розпочати амбітну програму в галузі ракетної техніки. Одним з перших результатів цього була розробка ракет, здатних нести ядерні боєголовки. Твердопаливна балістична ракета MGR-1 «Онест Джон» була першою такою зброєю, розробленою в 1953 році як ракета «поверхня — поверхня» з максимальною дальністю ураження цілі до 24 км. Через обмежений діапазон її застосування потенційне використання було сильно обмежено (наприклад, вони не могли загрожувати Москві негайним ударом).
Розробка стратегічних бомбардувальників, на кшталт B-29 «Суперфортеці», найкращого бомбардувальника далекої дії часів Другої світової війни, була продовжена в період Холодної війни. У 1946 році американські промисловість випустила B-36 «Пісмейкер» став першим спеціально створеним бомбардувальником-носієм ядерної зброї; він служив у ПС США до 1959 року. 15 квітня 1952 року на озброєння стратегічної авіації США надійшов новітній B-52 «Стратофортресс» зміг нести широкий арсенал ядерних бомб. Починаючи з 1946 року, США базували свої сили стримування у Стратегічному повітряному командуванні, яке до кінця 1950-х років постійно тримало в небі кілька бомбардувальників з ядерною зброєю, які перебували в готовності виконання наказу атакувати СРСР у разі оголошення війни. Однак ця система була надзвичайно дорогою, як з точки зору природних, так і людських ресурсів, і підвищувала ймовірність випадкової ядерної війни.
Протягом 1950-х і 1960-х років були розроблені комп'ютеризовані системи раннього попередження, такі як Програма підтримки оборони, для своєчасного виявлення радянських атак і для координації стратегій реагування на напад противника. У цей же період були розроблені перші міжконтинентальні балістичні ракети (МБР), які могли доставляти ядерні боєприпаси на великі відстані, що дозволило США розмістити свої ядерні сили на Середньому Заході Америки, здатні вразити об'єкти на території СРСР. Зброя меншої дальності дії, включаючи тактичну ядерну зброю, також була розміщена в Європі, включаючи ядерну артилерію та переносні спеціальні атомні боєприпаси. Розробка балістичних ракет, що базуються на підводних човнах, дозволила атомним підводним човнам, що діяли потай, приховано запускати ракети по віддалених цілях, що робило практично неможливим для Радянського Союзу завдати по Сполучених Штатах успішний удар, не отримавши смертельного контрудару у відповідь.
Постійні роботи з мініатюризації боєголовок у 1970-х і 1980-х роках дозволили розробити MIRV — ракети, які могли нести кілька боєголовок, кожна з яких могла бути націлена на окрему ціль. Питання про те, чи повинні ці ракети базуватися на спеціальних потягах, що постійно курсують залізничними коліями (щоб уникнути легкого нападу протилежних радянських ракет), чи базуватися у сильно укріплених шахтах (щоб, можливо, протистояти радянському нападу), було великою політичною суперечкою у 1980-х роках (зрештою, був обраний метод розгортання системи шахт). Системи MIRV дозволили США зробити радянську протиракетну оборону економічно недоцільною, оскільки для протидії кожній наступальній ракеті потрібно від трьох до десяти оборонних ракет.

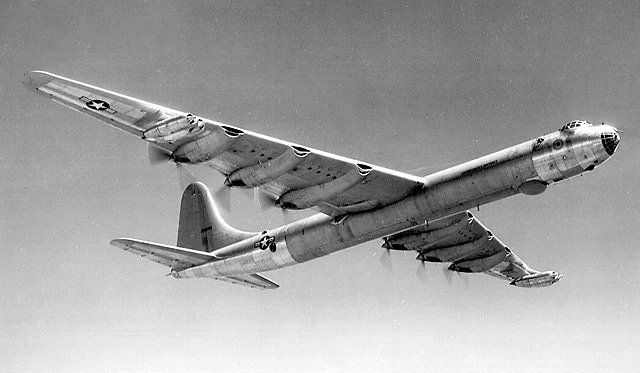
Стратегічний бомбардувальник B-36 «Пісмейкер» — перший спеціально створений стратегічний бомбардувальник-носій ядерної зброї

Додаткові розробки в галузі доставки озброєння включали системи крилатих ракет повітряного базування, які дозволяли літаку запускати ракету з ядерною боєголовкою з великої відстані і на низьких висотах у напрямку цілі з відносно безпечної відстані.
Сучасні системи доставки ядерної зброї США мають спроможності дістати практично будь-яку частину поверхні Землі. Незважаючи на те, що ракетні системи наземного базування мають максимальну дальність стрільби до 10 000 кілометрів (менше, ніж у всьому світі), його підводні сили забезпечують ураження на 12 000 кілометрів. Крім того, дозаправлення стратегічних бомбардувальників у польоті та наявність авіаносців розширює можливу дальність дії практично на необмежену відстань.

## Система управління ядерною зброєю
В період з 1961 до 2003 року процедури системи управління на випадок ядерної війни регулювалися Єдиним інтегрованим оперативним планом (SIOP), після чого його замінив Оперативний план 8044.
Після Другої світової війни президент США мав виняткові повноваження щодо застосування ядерної зброї, будь то перший удар або ядерний удар у відповідь. Ця домовленість вважалася необхідною під час Холодної війни для створення надійного ядерного засобу стримування; якщо факт ядерного нападу буде виявлений, США матимуть лише кілька хвилин, щоб завдати контрудару, перш ніж їхній ядерний потенціал буде серйозно пошкоджений або національні лідери будуть убиті. В разі загибелі президента, повноваження головнокомандування передавалися згідно президентській лінії наступності. Були запропоновані зміни до цієї політики, але наразі єдиним способом протидіяти такому наказу до початку ядерного удару є варіант, коли віцепрезидент і більшість членів Уряду звільнили Президента відповідно до 4 розділу 25-ї поправки до Конституції США.
Незалежно від того, чи справді Сполучені Штати зазнають нападу з боку противника, який володіє ядерною зброєю, лише Президент має повноваження віддавати наказ на застосування ядерної зброї. Президент і міністр оборони утворюють орган національного командування, але міністр оборони не має повноважень відмовлятися або не підкорятися такому наказу. Рішення президента має бути передано до Національного військового командного центру, який потім видає закодовані накази ядерним силам держави.

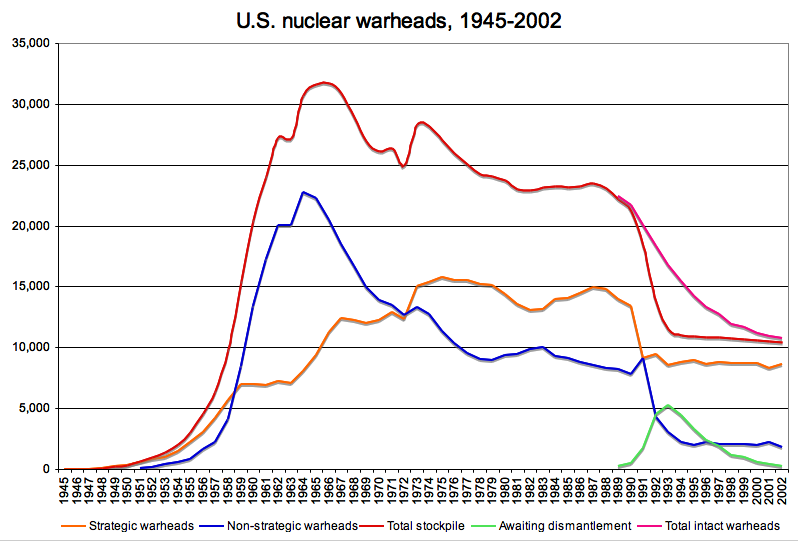
Графічне зображення кількості ядерних боєголовок США в період з 1945 до 2002 року

Президент може віддати наказ про запуск ядерної зброї, використовуючи свій ядерний портфель (на прізвисько «ядерний футбол»), або може використовувати командні центри, такі як Ситуаційна кімната Білого дому. Командування виконуватиме офіцер з ядерних і ракетних операцій (член бойового екіпажу ракет, який також звуть «ракетником») у центрі управління запуском ракет. До запуску ракет застосовується правило двох осіб, тобто два офіцери повинні повертати ключі одночасно (на достатній відстані один від одного, щоб це не могла зробити одна особа).
Коли 30 березня 1981 року стався замах на життя президента США Рональда Рейгана, виникла плутанина щодо того, в кого перебуває «ядерний футбол» і в кого під контролем ядерні сили США.

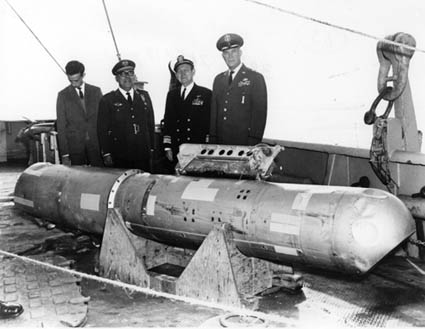
Пошкоджені в авіакатастрофі над Паломаресом термоядерні авіабомби B28. 1966

Починаючи з президента Ейзенхауера, повноваження щодо початку повномасштабної ядерної атаки були делеговані командувачам географічних командувань ЗС США і іншим конкретним воєначальникам, якщо вони вважають, що це виправдано обставинами, що склалися, і вони поза можливості доповісти про це Президентові або Президент є недієздатним. Наприклад, під час Кубинської ракетної кризи 24 жовтня 1962 року генерал Томас Пауер, командувач Стратегічного повітряного командування (SAC), видав наказ про переведення держави у ступінь готовності DEFCON 2, поставивши США в повну готовність до розв'язання повномасштабної ядерної війни, і запустивши бомбардувальники з ядерною зброєю на борту, готовими завдати ударів. Більше того, деякі з цих командувачів делегували нижчим командирам повноваження на запуск ядерної зброї за аналогічних обставин. Насправді ядерна зброя була заблокована лише через десятиліття, тому пілоти стратегічної авіації або окремі командири підводних човнів мали право, але не повноваження, запустити ядерну зброю цілком самостійно.

## Інциденти з ядерною зброєю
Ядерна програма США з моменту свого заснування зазнавала аварій різноманітних форм, починаючи від дослідницьких експериментів з однією жертвою (наприклад, експеримент Луїса Слотіна під час Мангеттенського проєкту), до розсіювання радіоактивних опадів при проведенні випробувань Касл Браво в 1954 році, авіаційних аварій, таких як катастрофи літаків-носіїв ядерної зброї, скидання ядерної зброї з літальних апаратів, втрати атомних підводних човнів і вибухи ракет з ядерною зброєю (так звані «зламані стріли»). Наскільки будь-яка з цих аварій стала серйозною ядерною катастрофою, є предметом технічних і наукових дискусій та інтерпретацій.
Інциденти з випадково скинутою зброєю включають катастрофу B-36 у Британській Колумбії в 1950 році, втрата двох бомб з C-124 «Глоубмастер II» поблизу Атлантік-Сіті, Нью-Джерсі 1957 року; біля Саванни, Джорджія 1958 року; катастрофа B-52 під Голдсборо 1961 року у Північній Кароліні; зникнення A-4 «Скайхок» біля берегів Окінави 1965 року; в авіакатастрофа над Паломаресом, Іспанія 1966 року; і поблизу авіабази Туле, Гренландія у 1968 році. У деяких із цих випадків (наприклад, у справі Паломарес 1966 року) вибухова система атомних бомб розрядилася, але не викликала ядерну ланцюгову реакцію (засоби безпеки перешкоджали цьому легко відбутися), але розсіяли небезпечні ядерні матеріали на значній території, що вимагало вжиття коштовних заходів щодо радіоактивного очищення. За даними дослідників, кілька зразків ядерної зброї США, їхніх частин або компонентів зброї були втрачені та не знайдені, насамперед під час авіакатастроф.
Програма ядерних випробувань призвела до низки випадків розсіювання опадів на населені місця. Найбільш значущим з них був тест Касл Браво, внаслідок якого радіоактивний попіл розсіявся на площі понад 260 км2, включаючи низку населених островів. Населення островів було евакуйовано, але не раніше, ніж люди отримали радіаційні опіки. Пізніше вони зазнали довгострокових побічних наслідків, таких як вроджені дефекти та підвищений ризик раку. Постійні занепокоєння викликають погіршення стану ядерного сміттєзвалища на острові Руніт та потенційний вилив радіоактивних речовин. Під час програми ядерних випробувань були також випадки, коли солдати піддавалися впливу надто високого рівня радіації, що переросло у великий скандал у 1970-х і 1980-х роках, оскільки багато солдатів пізніше страждали від хвороб, які, як стверджували, викликані їх опроміненням.
Багато з колишніх ядерних об'єктів за роки своєї діяльності завдали значної шкоди навколишньому середовищу, а з 1990-х років були об'єктами суперфонду очищення та відновлення навколишнього середовища. На даний момент Генфорд є найбільш забрудненим ядерним об'єктом на території США і є центром найбільшої екологічної очистки в країні. Відомо, що радіоактивні матеріали продовжують витікати у Генфорді в навколишнє середовище. Закон про компенсацію радіаційного опромінення від 1990 року дозволяє американським громадянам, які зазнали радіації або інших ризиків для здоров'я через ядерну програму США, подавати заяву на компенсацію та відшкодування збитків.

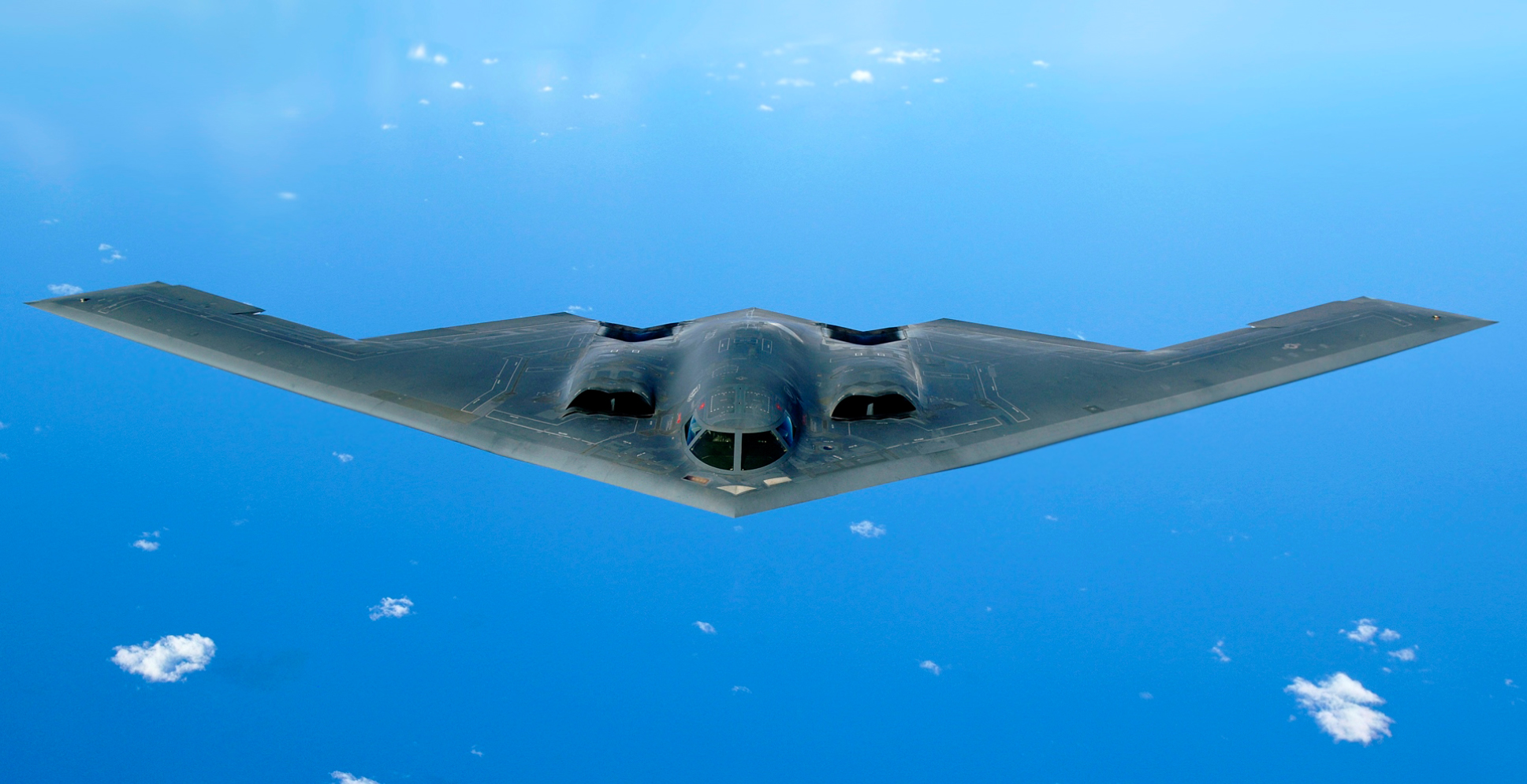
Стратегічний бомбардувальник B-2 Spirit

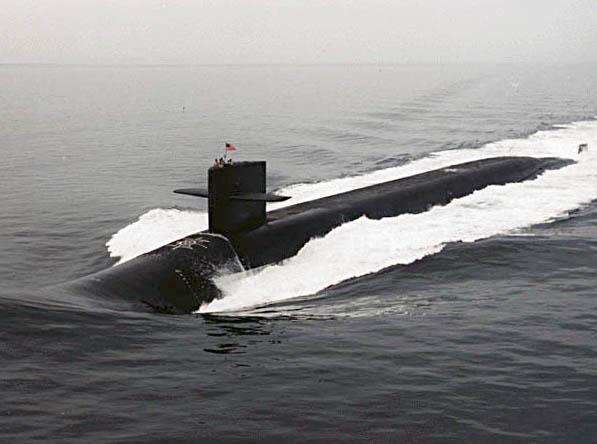
Американський атомний підводний човен «Кентуккі» типу «Огайо»

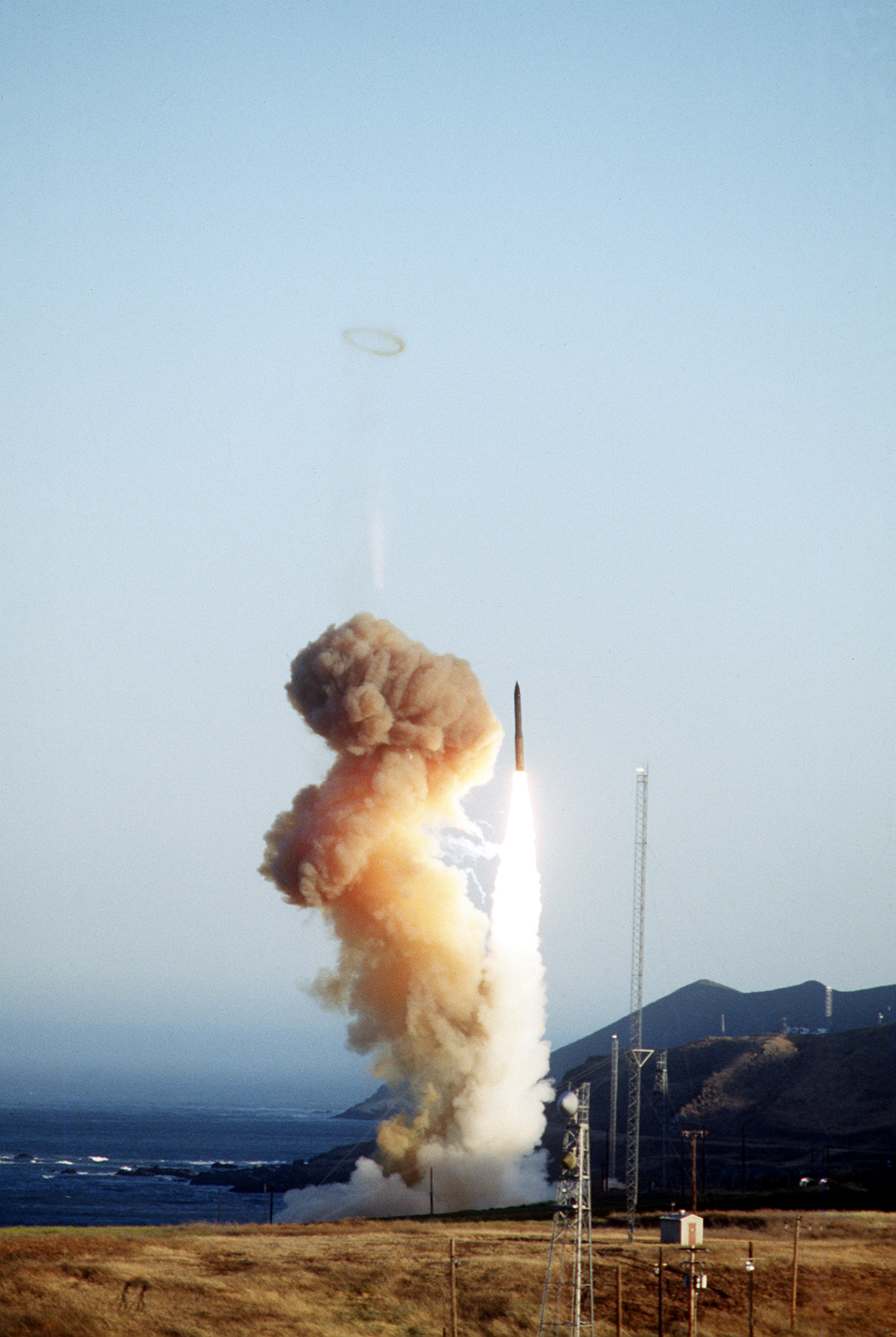
Запуск міжконтинентальної балістичної ракети «Мінітмен» III з шахтної установки

## Сучасний статус
США є однією з п'яти визнаних ядерних держав, які підписали Договір про нерозповсюдження ядерної зброї (ДНЯЗ). Станом на 2017 рік США мають приблизно 4018 одиниць ядерної зброї в боєготовності або на зберіганні. Для порівняння, пік володіння ядерними боєголовками на 1967 рік становив 31 225 боєголовок та 22 217 у 1989 році, і не включає «кілька тисяч» боєголовок, які були зняті з озброєння та заплановані на демонтаж. Завод Pantex поблизу Амарилло, штат Техас, є єдиним місцем у США, де проводиться ремонт або демонтаж ядерного арсеналу.
У 2009 та 2010 роках адміністрація президента Барака Обами оголосила про політику, яка скасовує політику епохи Буша щодо використання ядерної зброї та її ініціативи щодо розробки нової. По-перше, у відомій промові 2009 року президент США Барак Обама окреслив мету своєї стратегії «світу без ядерної зброї». З цією метою він та президент Росії Дмитро Медведєв 8 квітня 2010 року підписали новий «Договір про заходи щодо подальшого скорочення та обмеження стратегічних наступальних озброєнь» (СНО-III), за яким кількість активної ядерної зброї скорочувалася з 2200 до 1550 боєголовок. Того ж тижня Обама також переглянув політику США щодо принципів застосування ядерної зброї, вперше заявивши, що США не використовуватимуть ядерну зброю проти неядерних держав, які не відповідають ДНЯО. Також оголошувалося про відмову від розробки будь-якої нової ядерної зброї.
У 2019 році адміністрація Трампа окреслила плани модернізації всіх ланок ядерної тріади.
Станом на 2021 рік американські ядерні сили на суші складаються з 400 МБР «Мінітмен» III, розташованих на 450 оперативних пускових установках. Морська компонента включає підводні сили, які цілодобово чергують в океані, та нараховують 14 атомних підводних човнів класу «Огайо» з БРПЧ «Трайдент»: дев'яти в Тихому океані і п'яти в Атлантиці. Повітряна ядерна складова забезпечується 60 стратегічними бомбардувальниками, 20 B-2 і 40 B-52, носіями ядерної зброї.
Повітряні сили перебувають у процес модернізації своїх ракет «Мінітмен» III до 2030 року, а з 2029 року має почати замінювати їх на МБР LGM-35 Sentinel за програмою «Наземне стратегічне стримування» (GBSD). Військово-морські сили вживають зусиль для продовження терміну експлуатації своїх ракет після 2020 року; на стадії виробництва перебувають новітні атомні підводні човни класу «Коламбія», які мають замінити флот ПЧ «Огайо», починаючи з 2031 року. Повітряні сили також вилучають із експлуатації ядерні крилаті ракети AGM-86 ALCM з B-52, залишаючи лише половину з них. У 2020-х роках військова авіація має поповнитися новим стратегічним бомбардувальником B-21 і новою крилатою ракетою далекої дії (AGM-181 LRSO).
20 липня 2024 року Адміністрація президента США Джо Байдена оприлюднила дані про ядерний арсенал своєї країни. Як зазначено в документі, опублікованому на сайті міністерства енергетики США, станом на вересень 2023 року, США мали 3 748 ядерних боєголовок. Це на 35 боєголовок більше, ніж 2021 року. Тоді на озброєнні США була рекордно низька кількість боєголовок за весь час публікації даних з 1962 року. В документі також вказано, що в даний час у США на 88 % ядерних боєголовок менше, ніж у 1967 році. На той час їх було найбільше в історії – понад 31 тис. До 1989 року США мали трохи більше 22 тис. боєголовок. Близько 2 тис. боєголовок, які не увійшли до переліку, зараз чекають на демонтаж. Всього з 2020 року США демонтували 405 ядерних боєголовок. До 3 748 боєголовок входять як бойові, так і резервні. Йдеться про стратегічні та тактичні ядерні заряди, при цьому в повідомленні зазначено, що кількість тактичних ядерних боєголовок за 32 роки скоротилася більш ніж на 90 %.
Сучасний стан ядерного арсеналу США, Бюлетень вчених-атомників, 3 травня 2024
| Категорія          | Кількість |
| ------------------ | --------- |
| Розгорнуто         | 1 770     |
| Резерв             | 1 938     |
| Всього             | 3 708     |
| Виведені           | 1 336     |
| Загальна кількість | 5 044     |